# Frida Konstantin

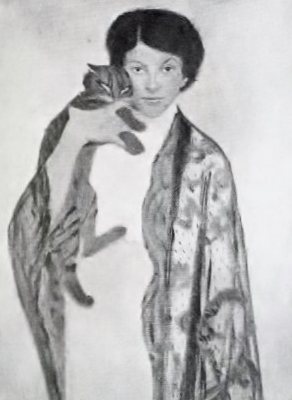
Autorretrato con gato

Frida Konstantin (née Lohwag, Viena, 10 de mayo de 1884-Budapest, 29 de diciembre de 1918) fue una pintora austrohúngara.

## Biografía
Cofundó la asociación artística Kéve.
La Galeria Belvedere la incluyó en 2019 en su exposición Stadt der Frauen Künstlerinnen in Wien von 1900 bis 1938/City of Women Female Artists in Vienna from 1900 to 1938 (Ciudad de Mujeres: artistas femeninas de Viena de 1900 a 1938)

## Galería

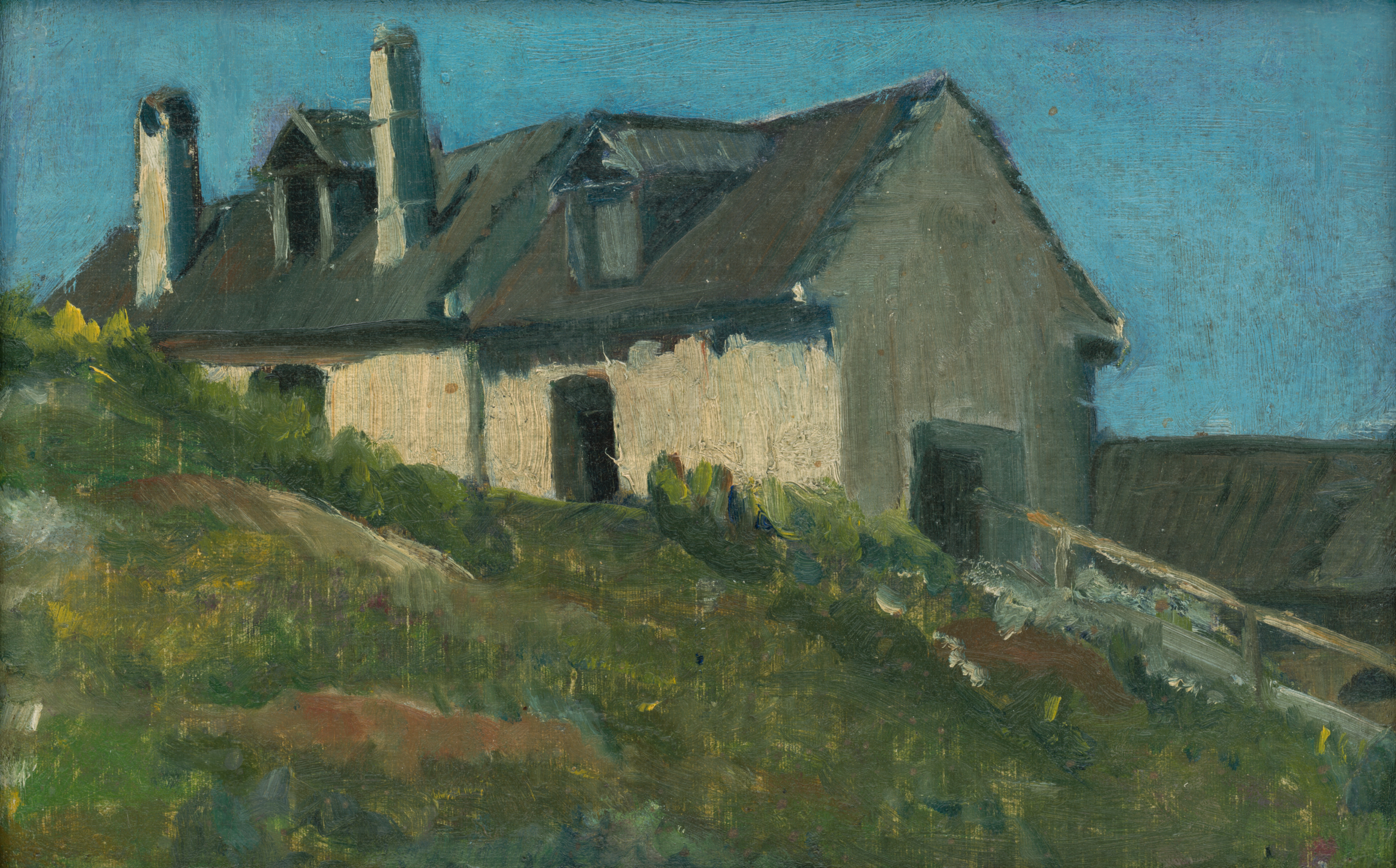
Dedinské gazdovstvo (Granja de pueblo)
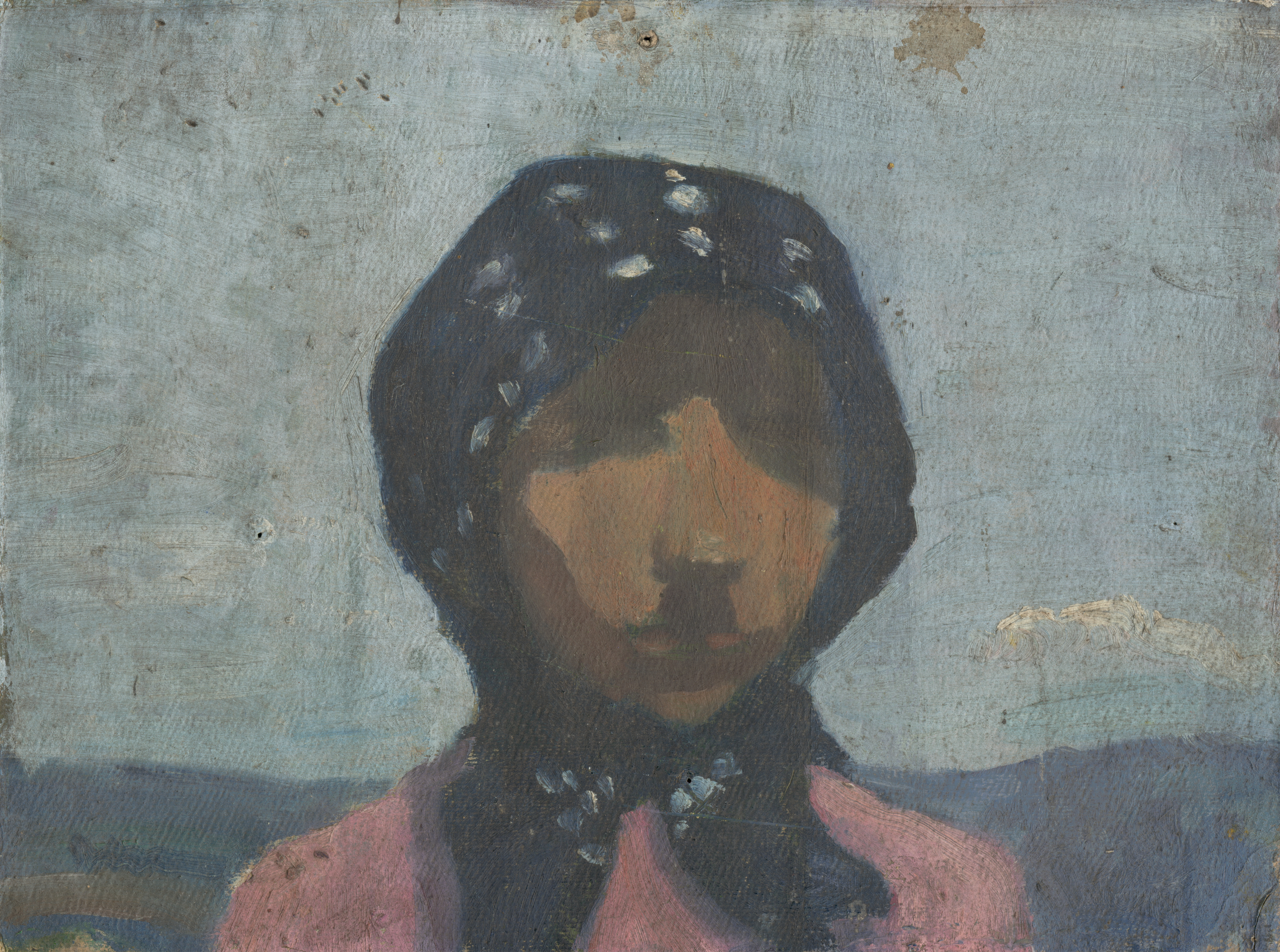
Estudio de campesina con bufanda negra moteada